# Nadškofija München in Freising
Nadškofija München in Freising (nemško Erzbistum München und Freising, latinsko Archidioecesis Monacensis et Frisingensis) je nadškofija s sedežem v Münchnu na Bavarskem v Nemčiji. Uradno je bila ustanovljena leta 739 v Freisingu (Brižinah; im. Brižinje), 1294 je bila povzdignjena v knezoškofijo, leta 1818 oziroma 1821 pa je bil škofijski sedež prenešen v München, ko je škofija dobila sedanje ime. Je tradicionalno najpomembnejša nemška (nad)škofija in metropolija, njen nadškof je vselej tudi kardinal.
Leta 2021 je na površini 12.000 km2 imela 1,76 milijona vernikov od skupno 3,8 milijona prebivalcev ali okoli 46%, skupaj 960 duhovnikov (606 škofijskih in 254 redovnih).

## Ustanovitev
Za prvega freisinškega škofa velja Korbinian (Corbinianus), je ustanovitveni svetnik škofije, čeprav je bila freisinška škofija uradno ustanovljena šele leta 739 s škofom Bonifacijem. Sv. Korbinian je še danes zavetnik münhenške in freisinške nadškofije. Medved, njegov atribut, ki naj bi mu po legendi nosil tovor prek Alp, krasi freisinški mestni grb.

## Ordinariji

### Freisinški škofje
- Sveti Korbinijan (723-730)
- Erinbert (739-747)
- Jožef Freisinški tudi Jožef Veronski (747-764)
- Aribo (764-783)
- Atto (784-810)
- Hitto (811-834)
- Erchanbert (835-854)
- Anno (855-875)
- Arnold (875-883)
- Walto (883-903)
- Uto (903-907)
- Dracolf (907-926)
- Wolfram (926-937)
- Lampert (937-957)
- Abraham (957-994)
- Goteskalk (994-1006)
- Egilbert iz Moosburga (1006-1039)
- Nitger (1039-1052)
- Ellenhard (1052-1078)
- Meginward (1078-1098)
- Henrik I. (1098-1137)
- Oton I. (1138-1158)
- Albert I. (1158-1184)
- Oton II (1184-1220)
- Gerold von Waldeck (1220-1230)
- Konrad I. (1230-1258)
- Konrad II. (1258-1278)
- Friderik Montalbski (1279-1282)
- Enicho (1283-1311)

### Freisinški knezoškofje
- Gottfrid (1311-1314)
- Konrad III. (1314-1322)
- Janez I. Wulfing (1323-1324)
- Konrad IV. (1324-1340)
- Janez II. (1340-1349)
- Albert II. (1349-1359)
- Pavel (1359-1377)
- Leopold (1377-1381)
- Berchtold (1381-1410)
- Konrad V. Hebenstreit (1411-1412)
- Herman Celjski (1412-1421)
- Nikodem (1421-1443)
- Henrik II. (1443-1448)
- Janez Grünwalder (1448-1452)
- Janez Tülbeck (1453-1473)
- Sikst (1474-1495)
- Rupert (1495-1498)
- Filip (1499-1541)
- Henrik Pfalzgraf Renski (1541-1552)
- Leon Lesch (1552-1559)
- Moritz (1559-1566)
- Ernest Bavarski (1566-1612)
- Štefan (1612-1618)
- Vid Adam Gepeckh (1618-1651)
- Albrecht Sigmund (1651-1685)
- Jožef Klemen Kajetan Bavarski (1685-1694)
- Janez Franc (1695-1727)
- Janez Teodor Bavarski (1727-1763)
- Klemen Venceslav Saksonski (1763-1768)
- Ludvik Jožef (1769-1788)
- Maks Polikarp (1788-1789)
- Jožef Konrad (1790-1803)
- Jožef Jakob (1803-1818)

### Münchenski in freisinški nadškofje
- Lothar Anselm von Gebsattel (imenovan 1818, potrjen kmalu zatem, vendar najprej samo apostolski administrator, nadškof od 1821, umrl 1846)
- Karl-August von Reisach (1846-1856), on in njegovi nasledniki so tudi kardinali
- Franziskus von Bettinger (1909-1917)
- Michael von Faulhaber (1917-1952)
- Joseph Wendel (1952-1960)
- Julius Döpfner (1961-1976)
- Joseph Alois Ratzinger (1977-1982), 2005-2013 papež Benedikt XVI.
- Friedrich Wetter (1982-2007)
- Reinhard Marx (2007, kardinal od 2010)